# Altomonte
Altomonte je italijanska občina v pokrajini Cosenza v deželi Kalabrija s 4074 prebivalci (na dan 31. december 2022). Kraj je 60 km severno od glavnega mesta pokrajine Cosenza.
Sosednje občine so: Acquaformosa, Castrovillari, Firmo, Lungro, Roggiano Gravina, San Donato di Ninea, San Lorenzo del Vallo, San Sosti in Saracena.
Altomonte je eden od I borghi più belli d'Italia (»Najlepše vasi Italije«). in je bil ustanovni član gibanja Cittàslow, katerega namen je izboljšati kakovost življenja v skupnostih.

## Fizična geografija
Altomonte leži na rtu na približno 455 m nadmorske višine. Njegovo rodovitno ozemlje je deloma na ravnini, oblito rekami Esaro, Grondi in Fiumicello, deloma pa na hribih s širokim panoramskim razgledom. Na severu meji na Lungro, na vzhodu na Firmo, Castrovillari in San Lorenzo del Vallo, na jugu na Roggiano, Mottafollone in San Sosti, na zahodu na San Donato di Ninea in Acquaformosa. Površina ozemlja Altomonte je približno 65,29 km2, od tega je večina dovzetna za pridelke, kot so pšenica, ječmen, stročnice in zelenjava, citrusi in sadovnjaki. Obstaja veliko oljčnih nasadov in domačih vinogradov, ki proizvajajo vina Balbini, ki jih je zelo hvalil Plinij Starejši.

## Spomeniki in zanimivi kraji
- Cerkev Santa Maria della Consolazione
- Cerkev San Giacomo Apostolo
- Cerkev San Francesco di Paola

### Normanski stolpPallotta
Stolp Pallotta se tako imenuje, ker ga je leta 1269 predelal Guglielmo Pallotta; dviga se do višine 25 m, na kvadratni podlagi, v notranjosti pa je cisterna za zbiranje deževnice. Obrambno strukturo so zgradili Normani leta 1050, v prvi fazi osvajanja Kalabrije, pod vodstvom Roberta Guiscarda, vendar je bil v naslednjih obdobjih preoblikovan z dodatkom okna bifora iz tufa, značilnega za gotski slog, in vogale stolpa iz klesanca, značilnega za 1200. Zaradi številnih prenov je »težko z gotovostjo identificirati strukture normanske dobe«.
Notranje je stopnišče, ki vodi v zgornja nadstropja, prezidano. Stolp, ki je v odličnem stanju ohranjenosti in obnovljen, je trenutno dom muzeja Franca Azzinarija, v katerem kalabrijski slikar razstavlja svoja dela.